# Argumento de la pregunta abierta

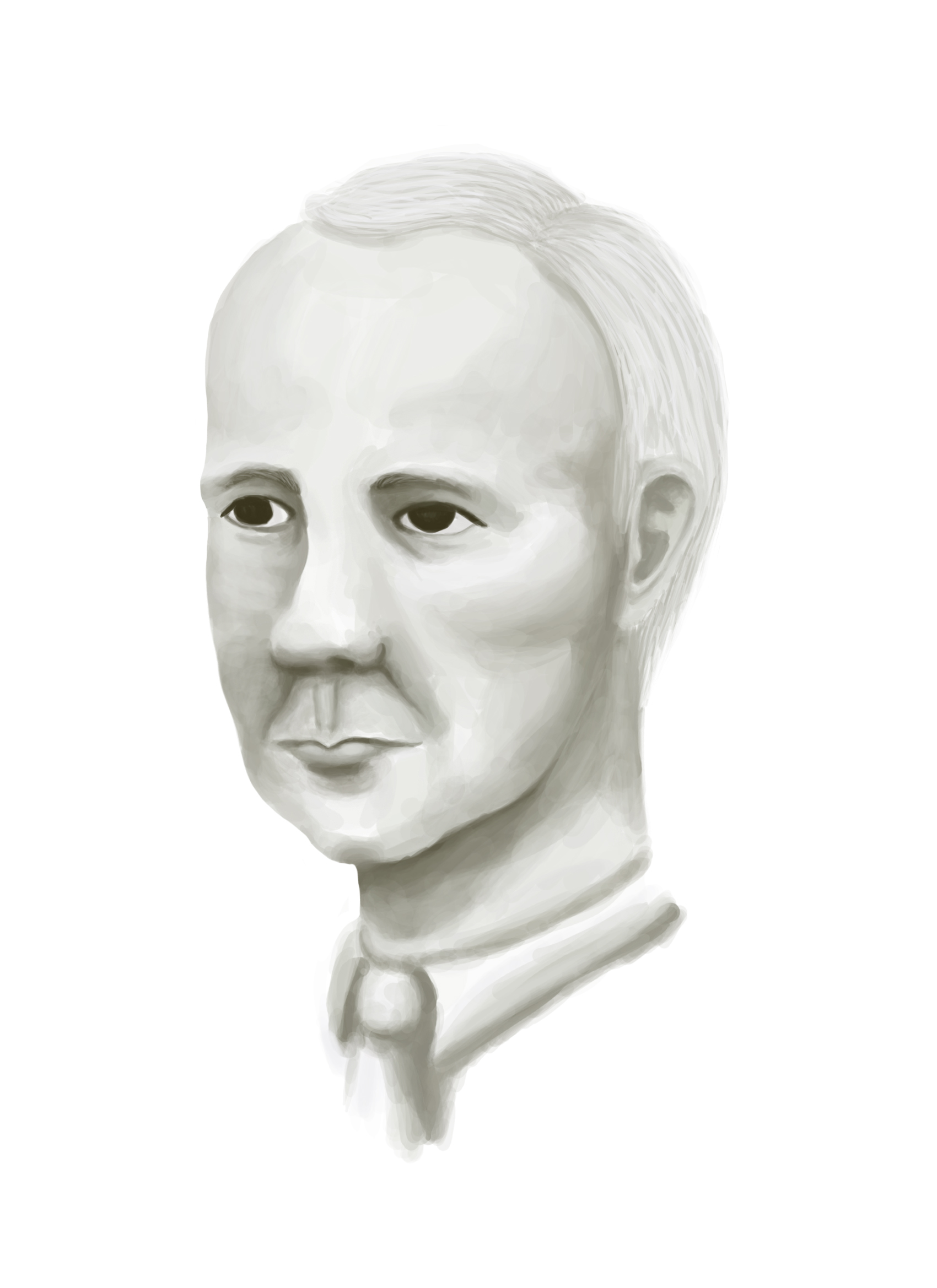
Retrato de George Edward Moore

El argumento de la pregunta abierta es un argumento filosófico presentado por el filósofo británico G. E. Moore en la sección 13 de Principia Ethica (1903), para refutar la equiparación de la propiedad de la bondad con alguna propiedad no moral, ya sea naturalista (por ejemplo, el placer) o sobrenatural (por ejemplo, un mandato de Dios). Es decir, el argumento de Moore intenta mostrar que ninguna propiedad moral es idéntica a una propiedad natural.

## Argumento
El argumento toma la forma de modus tollens: 

Premisa 1: si X es (analíticamente equivalente a) bueno, entonces la pregunta "¿Es verdad que X es bueno?" no tiene sentido (es decir, es una pregunta cerrada).
Premisa 2: La pregunta "¿Es cierto que X es bueno?" tiene sentido (es decir, es una pregunta abierta).
Conclusión: X no es (analíticamente equivalente a) bueno.

El tipo de pregunta a la que se refiere Moore en este argumento es una pregunta de identidad:"¿Es cierto que X es Y?" Tal pregunta es una pregunta abierta si un orador conceptualmente competente puede cuestionar esto; de lo contrario la pregunta queda cerrada. Por ejemplo, "Sé que es vegano, pero ¿come carne?" Sería una pregunta cerrada. Sin embargo, "Sé que es placentero, pero ¿es bueno?" es una pregunta abierta; la pregunta no puede ser deducida de los términos conceptuales solamente. 
El argumento de pregunta abierta afirma que cualquier intento de identificar la moralidad con un conjunto de propiedades naturales observables siempre será una pregunta abierta (a diferencia de, por ejemplo, un caballo, que puede definirse en términos de propiedades observables). Moore además argumentó que si esto es cierto, entonces los hechos morales no pueden reducirse a propiedades naturales y que, por lo tanto, el naturalismo ético es falso. Dicho de otra manera, lo que Moore está diciendo es que cualquier intento de definir el bien en términos de una propiedad naturalista falla porque todas las definiciones se pueden transformar en preguntas cerradas (el sujeto y el predicado son conceptualmente idénticos; se da en el lenguaje mismo que los dos términos significa lo mismo); sin embargo, todas las definiciones naturalistas supuestas de bien se pueden transformar en preguntas abiertas. Todavía es controvertido si lo bueno es lo mismo que el placer, etc. Poco antes (en la sección 11), Moore dijo que si lo bueno se define como placer (o cualquier otra propiedad naturalista), el "bien" puede ser sustituido por "placer" en cualquier lugar se produce. Sin embargo, "el placer es bueno" es una declaración significativa e informativa; pero "bueno es bueno" (después de hacer la sustitución) es una tautología vacía. 

## Objeciones

### Petición de principio
La idea de que Moore comete una petición de principio (es decir, supone la conclusión en una premisa) fue planteada por primera vez por W. Frankena. Como la equivalencia analítica, para dos objetos X e Y, lógicamente resulta en la pregunta "¿Es cierto que X es Y?" no tener sentido (según el propio argumento de Moore), decir que la pregunta no tiene sentido es conceder equivalencia analítica. Así, Moore plantea la cuestión en la segunda premisa. Él asume que la pregunta es significativa (es decir, que es una pregunta abierta). Esto plantea la pregunta y el argumento de la pregunta abierta falla. 
En respuesta a esto, el argumento de pregunta abierta puede ser reformulado. La reformulación de Darwall-Gibbard-Railton argumenta la imposibilidad de equiparar una propiedad moral con una no moral utilizando la teoría de la motivación internalista. 
Evidentemente, esto presupone la teoría internalista de la motivación (es decir, una creencia puede motivarse a sí misma), en contraste con la teoría externalista de la motivación, también conocida como la teoría de la motivación de Hume (es decir, tanto la creencia como el deseo son necesarios para motivar). Si el internalismo es verdadero, entonces el argumento evita la petición de principio en contra del naturalismo, y logra demostrar que el bien no se puede equiparar a ninguna otra propiedad. 
El argumento también se discute sobre la base de la supremacía del internalismo. El internalismo es apoyado por el modelo de motivación creencia-deseo-intención, por el cual el deseo (es decir, que alguna proposición debe hacerse o mantenerse como verdadera) y la creencia (es decir, que alguna proposición es verdadera) se combinan para formar la intención y, por lo tanto, la acción. Argumentar por los efectos motivacionales especiales de las creencias morales es cometer la falacia de un ruego especial . 

### Análisis significativo
El supuesto principal dentro del argumento de pregunta abierta se puede encontrar dentro de la premisa 1. Se supone que la equivalencia analítica resultará en un análisis sin sentido. Por lo tanto, si entendemos que el oncepto C y el Concepto C* pueden analizarse en términos del Concepto C, entonces deberíamos entender el concepto C* en virtud de nuestra comprensión del Concepto C. Sin embargo, es obvio que tal comprensión del Concepto C* solo se produce a través del propio análisis. Las matemáticas serían el mejor ejemplo: las matemáticas son tautológicas y sus afirmaciones son ciertas por definición, pero podemos desarrollar nuevas concepciones y teoremas matemáticos. Por lo tanto, X (es decir, alguna propiedad no moral) bien podría ser analíticamente equivalente al bien, y aun así la pregunta de "¿Es X bueno?" puede ser significativa, luego la premisa 1 no se mantiene. 

### Sentido y referencia de Frege
Sentido y referencia son dos aspectos diferentes de los significados de algunos términos. La referencia de un término es el objeto al que se refiere el término, mientras que el sentido del término es la forma en que el término se refiere a ese objeto. 
Hay una diferencia entre el sentido de un término y su referencia (es decir, el objeto en sí). Por lo tanto, podemos entender la "bondad es idéntica con el placer" como una identidad a posteriori, similar a "El agua es H 2 O". La pregunta "¿Esto es H 2 O, pero es agua?" es inteligible y, por lo tanto, en ese sentido limitado, si el agua es H 2 O es una pregunta abierta; Tenga en cuenta que esto no aborda el tema en cuestión. Pero eso no nos lleva a la conclusión que el agua no es H 2 O. "El agua es H 2 O" es una notificación de identidad que se conoce a posteriori (es decir, se descubrió a través de la investigación empírica). Otro ejemplo es que el "enrojecimiento" es idéntico a ciertos fenómenos del electromagnetismo. Esto se descubre por investigación empírica. De manera similar, muchos naturalistas morales argumentan que la "rectitud" puede descubrirse como una verdad a posteriori, investigando las diferentes afirmaciones, como que el placer es el bien o el deber es el bien. 
Esto se hace invocando lo correcto y lo incorrecto para explicar ciertos fenómenos empíricos, y luego descubriendo a posteriori si la utilidad maximizadora ocupa el papel explicativo relevante. Por ejemplo, argumentan que dado que las acciones correctas tienen ciertos efectos, por ejemplo, ser causalmente responsables de una tendencia hacia la estabilidad social, por lo tanto, podemos corregir el término "correcto" referido a la descripción empírica "la propiedad de los actos, cualquiera que sea es, es causalmente responsable de su tendencia hacia la estabilidad social ". Con esta descripción como "correcto", podemos investigar qué actos logran esto: por ejemplo, aquellas acciones que maximizan la utilidad. Entonces podemos concluir que hemos aprendido que "correcto" se refiere a "maximizar la utilidad" a través de medios posteriores.
La distinción entre sentido y referencia de Frege se puede entender en términos sencillos utilizando la analogía del Hombre enmascarado. El sheriff le dice a un ciudadano que vive en las fronteras del Salvaje Oeste que su hermano es el Hombre enmascarado que recientemente ha estado robando bancos. El ciudadano protesta de que él entiende quién es su hermano y quién se supone que debe ser el Hombre enmascarado, y puede preguntar de manera significativa: "¿Es mi hermano el Hombre enmascarado?" Obviamente, la equivalencia analítica no tiene relevancia aquí. El asunto es empírico, el cual el ciudadano debe investigar a posteriori. Lo absurdo de desestimar el reclamo como tal es evidente.  
Sin embargo, la explicación anterior de una especie de búsqueda moral a posteriori es insatisfactoria en cuanto a que el valor normal, y no el valor moral, puede usarse para explicar los eventos relevantes. El valor normal surge de la relación entre el deseo y el estado de cosas. Las personas también tienden a objetivar dicho valor, en un valor moral categórico, aunque esto es una falacia. Por lo tanto, una situación que puede explicarse por la existencia de un valor moral real (por ejemplo, el cumplimiento de las preferencias, la tendencia hacia la estabilidad social) también puede explicarse por un valor no moral. Esta explicación es mucho más simple, dadas las dificultades ontológicas que rodean el valor moral. Como J. L. Mackie argumentó con su argumento de la rareza, los valores morales (es decir, las obligaciones) que existen en el mundo natural (de los hechos), son muy extraños, y deberíamos favorecer una explicación completamente naturalista.
Otro problema con la búsqueda moral a posteriori es que carecemos de una explicación epistémica de cómo accedemos a los hechos morales. Este es el aspecto epistémico del argumento de Mackie desde la extravagancia. A falta de tal cuenta, la postulación del valor moral será atroz.